# Secretaria da Segurança Pública do Estado da Bahia
| Secretaria da Segurança Pública                                    |                                 |
| Avenida 4, Centro Administrativo da Bahia www.ssp.ba.gov.br/       |                                 |
| Criação                                                            | 1 de novembro de 1930 (94 anos) |
| Inscrição da FECCSPEB, afiliada da Secretaria de Segurança Pública |                                 |
| Inscrição da FECCSPEB, afiliada da Secretaria de Segurança Pública |                                 |
| Atual secretário                                                   | Marcelo Werner                  |

A Secretaria da Segurança Pública do Estado da Bahia (SSP-BA) é uma das secretarias do Poder Executivo do Governo do Estado da Bahia. Criada a partir do decreto de número 7.066 em 1º de novembro de 1930, tem como finalidade, formular e executar a política governamental destinada à preservação da ordem pública, patrimônios e comunidade, assegurando assim seus direitos e garantias fundamentais.
À secretaria estão vinculadas a Polícia Militar da Bahia (PMBA), Polícia Civil do Estado da Bahia (PCBA), Corpo de Bombeiros Militar da Bahia (CBM-BA) e Departamento de Polícia Técnica (DPT-BA).
A secretaria criou em 2011, e atualiza desde então, o Baralho do Crime. Em alusão às cartas do baralho, homicidas procurados pela polícia no estado são expostos no sítio eletrônico do Disque-Denúncia, cada um em uma carta. Com os rostos divulgados à população, os criminosos podem ser reconhecidos e denúncias anônimas da população são feitas levando à prisão desses criminosos. Em abril de 2016, já foram 99 cartas atualizadas e 65 procurados, presos.
O principal programa de governo na área da segurança pública é o Pacto Pela Vida. Foi criado em 2011 e tem como objetivo principal a promoção da paz social, por meio de medidas sociais que colaborem com o trabalho policial como o atendimento a usuários de drogas, prevenção ao uso de drogas, atenção a famílias em situação de vulnerabilidade social, reinserção social de jovens, incentivo à prática de esportes e à cultura, capacitação para mercado de trabalho e parcerias com projetos de organizações não governamentais. O programa inclui também parceria com a Universidade Federal da Bahia (UFBA) para o curso de pós-graduação para policiais: o mestrado profissional em Segurança Pública, Justiça e Cidadania. Mas a principal ação são as instalações das Bases Comunitárias de Segurança (BCS), que são resultado do cumprimento estadual de políticas de âmbito nacional previstas no Programa Nacional de Segurança Pública com Cidadania (PRONASCI) e versões baianas do policiamento comunitário, cujo principal expoente é a Unidade de Polícia Pacificadora (UPP) fluminense.